# Torneo Clausura 2025 Liga de Expansión
El Torneo Clausura 2025 fue el décimo torneo de la Liga de Expansión MX, una liga de fútbol fundada en el año 2020 como parte del "Proyecto de Estabilización", el cual tiene como objetivo rescatar a los equipos de la Liga de Ascenso de México con problemas financieros y evitar de esta forma la desaparición de la Segunda División en México.

## Cambios
- Debido a problemas logísticos en el Estadio de la Ciudad de los Deportes, el Atlante Fútbol Club abandonó la Ciudad de México y cambió su sede al Estadio Agustín Coruco Díaz de Zacatepec, Morelos.[4]
- Como consecuencia de los problemas de seguridad ocurridos en la ciudad de Culiacán, el club Dorados de Sinaloa cambió su sede de manera temporal al Estadio Caliente de Tijuana, recinto en donde ya había jugado parte del torneo anterior debido a la misma situación.[5]

## Sistema de competición
El torneo de la Liga de Expansión MX, está conformado en dos partes:
- Fase de calificación: Se integra por las 15 jornadas del torneo.
- Fase final: Se integra por los partidos de cuartos de final, semifinal y final, más conocida como liguilla.

### Fase de clasificación
En la fase de clasificación se observará el sistema de puntos. La ubicación en la tabla general está sujeta a lo siguiente:
- Por juego ganado se obtendrán tres puntos.
- Por juego empatado se obtendrá un punto.
- Por juego perdido no se otorgan puntos.

En esta fase participan los 15 clubes de la Liga de Expansión MX jugando en cada torneo todos contra todos durante las 15 jornadas respectivas, a un solo partido.
El orden de los clubes al final de la fase de calificación del torneo corresponderá a la suma de los puntos obtenidos por cada uno de ellos y se presentará en forma descendente. Si al finalizar las 15 jornadas del torneo, dos o más clubes estuviesen empatados en puntos, su posición en la tabla general será determinada atendiendo a los siguientes criterios de desempate:
1. Mejor diferencia entre los goles anotados y recibidos y goles.
2. Mayor número de goles anotados.
3. Marcadores particulares entre los clubes empatados.
4. Mayor número de goles anotados como visitante.
5. Mejor ubicado en la tabla general de cociente
6. Tabla Fair Play
7. Sorteo.

Para determinar los lugares que ocuparán los clubes que participen en la fase final del torneo se tomará como base la tabla general de clasificación.
Participan automáticamente por el título de Campeón de la Liga de Expansión MX, los 10 primeros clubes de la tabla general de clasificación al término de las 15 jornadas, los primeros seis lugares se clasifican directamente a los cuartos de final.

### Fase final
A partir de la temporada 2024-25 se eliminó la ronda eliminatoria previa a la fase final, por lo que los ocho equipos mejor ubicados en la tabla general se clasificarán directamente a la liguilla que comenzará por los cuartos de final.
Los ocho clubes calificados para cuartos de final serán reubicados de acuerdo con el lugar que ocupen en la tabla general al término de la jornada 15, con el puesto del número uno al club mejor clasificado, y así hasta el número 8. Los partidos a esta fase se desarrollarán a visita, en las siguientes etapas:
- Cuartos de final
- Semifinales
- Final

Los clubes vencedores en los partidos de cuartos de final y semifinal serán aquellos que en los dos juegos anoten el mayor número de goles. De existir empate en el número de goles anotados, la posición se definirá a favor del club con mayor cantidad de goles a favor cuando actúe como visitante. Aplicarán las mismas normativas para el orden de enfrentamientos la ronda de semifinales y final.
Si una vez aplicado el criterio anterior los clubes siguieran empatados, se observará la posición de los clubes en la tabla general de clasificación.
Los partidos correspondientes a las fases de visita recíproca se jugarán obligatoriamente los días miércoles y sábado, y jueves y domingo eligiendo, en su caso, exclusivamente en forma descendente, los cuatro clubes mejor clasificados en la tabla general al término de la jornada 15, el día y horario de su partido como local. Los siguientes cuatro clubes podrán elegir únicamente el horario.
El club vencedor de la final y por lo tanto Campeón, será aquel que en los dos partidos anote el mayor número de goles. Si al término del tiempo reglamentario el partido está empatado, se agregarán dos tiempos extras de 15 minutos cada uno. De persistir el empate en estos periodos, se procederá a lanzar tiros penales hasta que resulte un vencedor.
Los partidos de cuartos de final se jugarán de la siguiente manera:
En las semifinales participarán los cuatro clubes vencedores de cuartos de final, reubicándolos del uno al cuatro, de acuerdo a su mejor posición en la tabla General de clasificación al término de la jornada 15 del torneo correspondiente, enfrentándose:
Disputarán el título de Campeón del Torneo de Apertura 2024, los dos clubes vencedores de la fase semifinal correspondiente, reubicándolos del uno al dos, de acuerdo a su mejor posición en la tabla general de clasificación al término de la jornada 15 de cada Torneo.

## Información de los clubes

### Datos de los clubes
| Club             | Entrenador              | Ciudad                         | Estadio                      | Capacidad | Fundación       | Patrocinador  | Kit            |
| ---------------- | ----------------------- | ------------------------------ | ---------------------------- | --------- | --------------- | ------------- | -------------- |
| Atlante          | Miguel de Jesús Fuentes | Zacatepec, Morelos             | Agustín Coruco Díaz          | 24 313    | 1916 (109 años) | Caliente      | Joma           |
| Atlético La Paz  | Antonio López INT       | La Paz, Baja California Sur    | Guaycura                     | 5 209     | 2022 (3 años)   | Baja Ferries  | Marca propia   |
| Atlético Morelia | Nacho Castro            | Morelia, Michoacán             | Morelos                      | 34 795    | 1950 (74 años)  | Akron         | Keuka          |
| Cancún           | Luis Arce               | Cancún, Quintana Roo           | Olímpico Andrés Quintana Roo | 18 844    | 2020 (4 años)   | Cancún        | Adidas         |
| Celaya           | Sergio Blanco           | Celaya, Guanajuato             | Miguel Alemán Valdés         | 23 182    | 1954 (71 años)  | ICEMéxico     | Keuka          |
| Correcaminos UAT | Héctor Hugo Eugui       | Ciudad Victoria, Tamaulipas    | Marte R. Gómez               | 10 520    | 1980 (45 años)  |               | JAG Sportswear |
| Dorados          | Sebastián Abreu         | Tijuana, Baja California       | Caliente                     | 27 333    | 2003 (21 años)  | Coppel        | Charly         |
| Leones Negros    | Alfonso Sosa            | Guadalajara, Jalisco           | Jalisco                      | 55 020    | 1970 (55 años)  | Electrolit    | Sporelli       |
| Oaxaca           | Arturo Alvarado         | Oaxaca, Oaxaca                 | Tecnológico de Oaxaca        | 14 598    | 2012 (12 años)  | Baby Sky      | SVEDDA         |
| Tampico Madero   | Marco Antonio Ruiz      | Tampico Madero, Tamaulipas     | Tamaulipas                   | 19 667    | 1982 (42 años)  | Nexum         | Pirma          |
| Tapatío          | Arturo Ortega           | Zapopan, Jalisco               | Akron                        | 49 850    | 1973 (51 años)  |               | Puma           |
| Tepatitlán       | Jair Real               | Tepatitlán de Morelos, Jalisco | Tepa Gómez                   | 12 500    | 1944 (81 años)  | Pacífica      | Joma           |
| Tlaxcala         | Luis Orozco             | Tlaxcala, Tlaxcala             | Tlahuicole                   | 12 000    | 2014 (10 años)  | Tlaxcala      | UIN Sports     |
| Venados          | Rigoberto Esparza       | Mérida, Yucatán                | Carlos Iturralde             | 15 087    | 1988 (37 años)  | Yucatán       | Joma           |
| Zacatecas        | Mario García            | Zacatecas, Zacatecas           | Carlos Vega Villalba         | 20 068    | 2014 (11 años)  | Fresnillo plc | Spiro          |

Datos actualizados al 15 de febrero de 2025.

### Cambios de entrenadores
| Equipo          | Entrenador (Jornadas) | Fecha de vacante      | Tipo de salida | Pos. | Entrenador entrante | Fecha de nombramiento |
| --------------- | --------------------- | --------------------- | -------------- | ---- | ------------------- | --------------------- |
| Atlético La Paz | Raúl Rico (1 - 6)     | 13 de febrero de 2025 | Mutuo acuerdo  | 14.° | Antonio López INT   | 15 de febrero de 2025 |

### Equipos por Entidad Federativa
| Estado              | N.º | Equipos                                    |
| ------------------- | --- | ------------------------------------------ |
| Jalisco             | 3   | U. de G., Tepatitlán F. C. y C. D. Tapatío |
| Tamaulipas          | 2   | Correcaminos UAT y Tampico Madero          |
| Baja California     | 1   | Dorados                                    |
| Baja California Sur | 1   | Atlético La Paz                            |
| Guanajuato          | 1   | Celaya                                     |
| Michoacán           | 1   | Morelia                                    |
| Morelos             | 1   | Atlante                                    |
| Oaxaca              | 1   | Oaxaca                                     |
| Quintana Roo        | 1   | Cancún                                     |
| Tlaxcala            | 1   | Tlaxcala                                   |
| Yucatán             | 1   | Venados                                    |
| Zacatecas           | 1   | Mineros                                    |

### Estadios
|                                                                                             |                                                                                         |                                                                                                |
|                                                                                             |                                                                                         |                                                                                                |
| Estadio Jalisco Ciudad: Guadalajara Capacidad: 55.020 Club: Universidad de Guadalajara      | Estadio Akron Ciudad: Zapopan Capacidad:49.850 Club: Club Deportivo Tapatío             | Estadio Morelos Ciudad: Morelia Capacidad: 34.795 Club: Atlético Morelia                       |
|                                                                                             |                                                                                         |                                                                                                |
| Estadio Caliente Ciudad: Tijuana Capacidad: 27.333 Club: Dorados de Sinaloa                 | Estadio Agustín Coruco Díaz Ciudad: Zacatepec Capacidad: 24.313 Club: Atlante           | Estadio Miguel Alemán Valdés Ciudad: Celaya Capacidad: 23.182 Club: Celaya                     |
|                                                                                             |                                                                                         |                                                                                                |
| Estadio Carlos Vega Villalba Ciudad: Zacatecas Capacidad: 20.068 Club: Mineros de Zacatecas | Estadio Tamaulipas Ciudad: Tampico Madero Capacidad: 19.667 Club: Tampico Madero        | Estadio Olímpico Andrés Quintana Roo Ciudad: Cancún Capacidad: 18.844 Club: Cancún Fútbol Club |
|                                                                                             |                                                                                         |                                                                                                |
| Estadio Carlos Iturralde Rivero Ciudad: Mérida Capacidad: 15.087 Club: Venados              | Estadio Tecnológico de Oaxaca Ciudad: Oaxaca Capacidad:14.598 Club: Alebrijes de Oaxaca | Estadio Tepa Gómez Ciudad: Tepatitlán Capacidad: 12.500 Club: Tepatitlán Fútbol Club           |
|                                                                                             |                                                                                         |                                                                                                |
| Estadio Tlahuicole Ciudad:Tlaxcala Capacidad: 12.000 Club: Tlaxcala Fútbol Club             | Estadio Marte R. Gómez Ciudad: Ciudad Victoria Capacidad: 10.520 Club: Correcaminos UAT | Estadio Guaycura Ciudad: La Paz Capacidad: 5.209 Club: Atlético La Paz                         |

## Torneo regular
- El Calendario completo según la página oficial.
- Los horarios son correspondientes al Tiempo del Centro de México (UTC-6).[13]

| Jornada 1        | Jornada 1 | Jornada 1        | Jornada 1              | Jornada 1   | Jornada 1 | Jornada 1    | Jornada 1  | Jornada 1 |
| Local            | Resultado | Visitante        | Estadio                | Fecha       | Hora      | Espectadores | Amonestado | Expulsado |
| ---------------- | --------- | ---------------- | ---------------------- | ----------- | --------- | ------------ | ---------- | --------- |
| Tepatitlán       | 2 - 2     | Venados          | Gregorio "Tepa" Gómez  | 10 de enero | 19:00     | 1 586        | 5          | 0         |
| Atlético La Paz  | 4 - 4     | Tlaxcala         | Guaycura               | 10 de enero | 21:00     | 2 951        | 5          | 0         |
| Atlético Morelia | 1 - 0     | Tampico Madero   | Morelos                | 11 de enero | 17:00     | 6 315        | 5          | 0         |
| Atlante          | 3 - 0     | Celaya           | Agustín Coruco Díaz    | 11 de enero | 19:00     | 4 600        | 7          | 0         |
| Cancún           | 2 - 1     | Correcaminos UAT | O. Andrés Quintana Roo | 11 de enero | 19:06     | 3 027        | 4          | 0         |
| Dorados          | 0 - 2     | Zacatecas        | Caliente               | 11 de enero | 21:05     | 233          | 1          | 0         |
| Tapatío          | 2 - 3     | Leones Negros    | Akron                  | 12 de enero | 12:00     | 847          | 4          | 0         |
| DESCANSO:        | DESCANSO: | DESCANSO:        | Oaxaca                 | Oaxaca      | Oaxaca    | Oaxaca       | Oaxaca     | Oaxaca    |

| Jornada 2        | Jornada 2 | Jornada 2        | Jornada 2               | Jornada 2   | Jornada 2 | Jornada 2    | Jornada 2  | Jornada 2 |
| Local            | Resultado | Visitante        | Estadio                 | Fecha       | Hora      | Espectadores | Amonestado | Expulsado |
| ---------------- | --------- | ---------------- | ----------------------- | ----------- | --------- | ------------ | ---------- | --------- |
| Correcaminos UAT | 1 - 1     | Tlaxcala         | Marte R. Gómez          | 16 de enero | 19:00     | 9 297        | 6          | 2         |
| Oaxaca           | 0 - 1     | Zacatecas        | Tecnológico de Oaxaca   | 17 de enero | 19:00     | 1 023        | 3          | 0         |
| Tepatitlán       | 1 - 1     | Cancún           | Gregorio "Tepa" Gómez   | 17 de enero | 19:00     | 3 172        | 4          | 0         |
| Venados          | 1 - 2     | Tampico Madero   | Carlos Iturralde Rivero | 17 de enero | 21:00     | 3 575        | 6          | 0         |
| Tapatío          | 1 - 0     | Atlético Morelia | Akron                   | 17 de enero | 21:05     | 2 332        | 2          | 0         |
| Atlante          | 5 - 0     | Atlético La Paz  | Agustín Coruco Díaz     | 18 de enero | 17:00     | 2 382        | 3          | 0         |
| Leones Negros    | 4 - 0     | Dorados          | Jalisco                 | 19 de enero | 12:00     | 2 584        | 2          | 0         |
| DESCANSO:        | DESCANSO: | DESCANSO:        | Celaya                  | Celaya      | Celaya    | Celaya       | Celaya     | Celaya    |

| Jornada 3        | Jornada 3 | Jornada 3        | Jornada 3              | Jornada 3   | Jornada 3 | Jornada 3    | Jornada 3  | Jornada 3 |
| Local            | Resultado | Visitante        | Estadio                | Fecha       | Hora      | Espectadores | Amonestado | Expulsado |
| ---------------- | --------- | ---------------- | ---------------------- | ----------- | --------- | ------------ | ---------- | --------- |
| Atlético La Paz  | 1 - 1     | Correcaminos UAT | Guaycura               | 24 de enero | 21:00     | 2 868        | 6          | 0         |
| Atlético Morelia | 0 - 2     | Atlante          | Morelos                | 25 de enero | 17:00     | 8 510        | 6          | 2         |
| Tlaxcala         | 2 - 2     | Tepatitlán       | Tlahuicole             | 25 de enero | 18:00     | 1 638        | 7          | 0         |
| Zacatecas        | 0 - 0     | Leones Negros    | Carlos Vega Villalba   | 25 de enero | 19:00     | 2 420        | 1          | 0         |
| Cancún           | 1 - 0     | Oaxaca           | O. Andrés Quintana Roo | 25 de enero | 19:05     | 2 115        | 2          | 0         |
| Tampico Madero   | 1 - 0     | Tapatío          | Tamaulipas             | 25 de enero | 21:00     | 7 014        | 9          | 3         |
| Celaya           | 1 - 1     | Venados          | Miguel Alemán Valdés   | 25 de enero | 21:05     | 1 866        | 5          | 0         |
| DESCANSO:        | DESCANSO: | DESCANSO:        | Dorados                | Dorados     | Dorados   | Dorados      | Dorados    | Dorados   |

| Jornada 4        | Jornada 4 | Jornada 4        | Jornada 4               | Jornada 4       | Jornada 4       | Jornada 4       | Jornada 4       | Jornada 4       |
| Local            | Resultado | Visitante        | Estadio                 | Fecha           | Hora            | Espectadores    | Amonestado      | Expulsado       |
| ---------------- | --------- | ---------------- | ----------------------- | --------------- | --------------- | --------------- | --------------- | --------------- |
| Correcaminos UAT | 2 - 1     | Tampico Madero   | Marte R. Gómez          | 30 de enero     | 19:00           | 10 100          | 6               | 0               |
| Oaxaca           | 1 - 3     | Tapatío          | Tecnológico de Oaxaca   | 31 de enero     | 19:00           | 2 463           | 7               | 0               |
| Tepatitlán       | 3 - 1     | Atlético Morelia | Gregorio "Tepa" Gómez   | 31 de enero     | 21:00           | 3 364           | 4               | 0               |
| Zacatecas        | 1 - 1     | Cancún           | Carlos Vega Villalba    | 1 de febrero    | 19:00           | 1 640           | 4               | 0               |
| Dorados          | 1 - 1     | Celaya           | Caliente                | 1 de febrero    | 21:05           | 233             | 3               | 0               |
| Leones Negros    | 5 - 1     | Tlaxcala         | Jalisco                 | 2 de febrero    | 12:00           | 2 983           | 5               | 0               |
| Venados          | 1 - 1     | Atlante          | Carlos Iturralde Rivero | 2 de febrero    | 19:00           | 5 958           | 6               | 1               |
| DESCANSO:        | DESCANSO: | DESCANSO:        | Atlético La Paz         | Atlético La Paz | Atlético La Paz | Atlético La Paz | Atlético La Paz | Atlético La Paz |

| Jornada 5        | Jornada 5 | Jornada 5        | Jornada 5               | Jornada 5     | Jornada 5     | Jornada 5     | Jornada 5     | Jornada 5     |
| Local            | Resultado | Visitante        | Estadio                 | Fecha         | Hora          | Espectadores  | Amonestado    | Expulsado     |
| ---------------- | --------- | ---------------- | ----------------------- | ------------- | ------------- | ------------- | ------------- | ------------- |
| Tapatío          | 1 - 0     | Dorados          | Akron                   | 7 de febrero  | 19:00         | 490           | 5             | 0             |
| Venados          | 2 - 1     | Atlético La Paz  | Carlos Iturralde Rivero | 7 de febrero  | 21:00         | 2 673         | 8             | 1             |
| Atlante          | 1 - 0     | Tepatitlán       | Agustín Coruco Díaz     | 8 de febrero  | 17:00         | 3 839         | 4             | 2             |
| Tlaxcala         | 3 - 3     | Zacatecas        | Tlahuicole              | 8 de febrero  | 18:00         | 1 535         | 7             | 0             |
| Atlético Morelia | 2 - 1     | Oaxaca           | Morelos                 | 8 de febrero  | 19:00         | 6 374         | 6             | 0             |
| Celaya           | 4 - 1     | Correcaminos UAT | Miguel Alemán Valdés    | 8 de febrero  | 19:00         | 2 322         | 3             | 0             |
| Tampico Madero   | 0 - 2     | Cancún           | Tamaulipas              | 8 de febrero  | 21:00         | 5 509         | 3             | 0             |
| DESCANSO:        | DESCANSO: | DESCANSO:        | Leones Negros           | Leones Negros | Leones Negros | Leones Negros | Leones Negros | Leones Negros |

| Jornada 6        | Jornada 6 | Jornada 6        | Jornada 6              | Jornada 6     | Jornada 6 | Jornada 6    | Jornada 6  | Jornada 6 |
| Local            | Resultado | Visitante        | Estadio                | Fecha         | Hora      | Espectadores | Amonestado | Expulsado |
| ---------------- | --------- | ---------------- | ---------------------- | ------------- | --------- | ------------ | ---------- | --------- |
| Atlético La Paz  | 2 - 3     | Celaya           | Guaycura               | 12 de febrero | 21:00     | 2 397        | 4          | 0         |
| Oaxaca           | 2 - 0     | Atlante          | Tecnológico de Oaxaca  | 13 de febrero | 19:00     | 2 003        | 10         | 1         |
| Correcaminos UAT | 1 - 3     | Leones Negros    | Marte R. Gómez         | 13 de febrero | 19:00     | 4 085        | 5          | 2         |
| Tepatitlán       | 1 - 0     | Tapatío          | Gregorio "Tepa" Gómez  | 14 de febrero | 19:00     | 3 266        | 2          | 0         |
| Zacatecas        | 3 - 1     | Tampico Madero   | Carlos Vega Villalba   | 14 de febrero | 19:00     | 1 540        | 3          | 2         |
| Cancún           | 1 - 2     | Venados          | O. Andrés Quintana Roo | 15 de febrero | 19:00     | 5 239        | 9          | 1         |
| Dorados          | 5 - 1     | Atlético Morelia | Caliente               | 15 de febrero | 21:05     | 233          | 7          | 0         |
| DESCANSO:        | DESCANSO: | DESCANSO:        | Tlaxcala               | Tlaxcala      | Tlaxcala  | Tlaxcala     | Tlaxcala   | Tlaxcala  |

| Jornada 7        | Jornada 7 | Jornada 7       | Jornada 7               | Jornada 7        | Jornada 7        | Jornada 7        | Jornada 7        | Jornada 7        |
| Local            | Resultado | Visitante       | Estadio                 | Fecha            | Hora             | Espectadores     | Amonestado       | Expulsado        |
| ---------------- | --------- | --------------- | ----------------------- | ---------------- | ---------------- | ---------------- | ---------------- | ---------------- |
| Correcaminos UAT | 3 - 1     | Dorados         | Marte R. Gómez          | 20 de febrero    | 19:00            | 2 807            | 5                | 2                |
| Venados          | 2 - 1     | Oaxaca          | Carlos Iturralde Rivero | 21 de febrero    | 19:00            | 2 530            | 5                | 2                |
| Atlante          | 2 - 1     | Tlaxcala        | Agustín Coruco Díaz     | 22 de febrero    | 17:00            | 2 878            | 7                | 0                |
| Celaya           | 3 - 1     | Tepatitlán      | Miguel Alemán Valdés    | 22 de febrero    | 19:00            | 2 196            | 5                | 0                |
| Tampico Madero   | 2 - 0     | Atlético La Paz | Tamaulipas              | 22 de febrero    | 21:05            | 5 804            | 4                | 0                |
| Tapatío          | 0 - 1     | Zacatecas       | Akron                   | 23 de febrero    | 12:00            | 536              | 4                | 2                |
| Leones Negros    | 1 - 0     | Cancún          | Jalisco                 | 23 de febrero    | 12:00            | 3 054            | 4                | 0                |
| DESCANSO:        | DESCANSO: | DESCANSO:       | Atlético Morelia        | Atlético Morelia | Atlético Morelia | Atlético Morelia | Atlético Morelia | Atlético Morelia |

| Jornada 8        | Jornada 8 | Jornada 8        | Jornada 8             | Jornada 8     | Jornada 8 | Jornada 8    | Jornada 8  | Jornada 8 |
| Local            | Resultado | Visitante        | Estadio               | Fecha         | Hora      | Espectadores | Amonestado | Expulsado |
| ---------------- | --------- | ---------------- | --------------------- | ------------- | --------- | ------------ | ---------- | --------- |
| Oaxaca           | 0 - 1     | Correcaminos UAT | Tecnológico de Oaxaca | 28 de febrero | 19:00     | 3 102        | 5          | 0         |
| Tepatitlán       | 1 - 1     | Leones Negros    | Gregorio "Tepa" Gómez | 28 de febrero | 19:00     | 3 979        | 7          | 0         |
| Atlético La Paz  | 4 - 1     | Tapatío          | Guaycura              | 28 de febrero | 21:00     | 2 623        | 8          | 0         |
| Tlaxcala         | 0 - 0     | Tampico Madero   | Tlahuicole            | 1 de marzo    | 18:00     | 1 532        | 6          | 1         |
| Zacatecas        | 2 - 0     | Celaya           | Carlos Vega Villalba  | 1 de marzo    | 19:00     | 3 022        | 6          | 0         |
| Dorados          | 1 - 4     | Atlante          | Caliente              | 1 de marzo    | 21:05     | 333          | 0          | 0         |
| Atlético Morelia | 1 - 0     | Venados          | Morelos               | 2 de marzo    | 19:00     | 5 205        | 7          | 0         |
| DESCANSO:        | DESCANSO: | DESCANSO:        | Cancún                | Cancún        | Cancún    | Cancún       | Cancún     | Cancún    |

| Jornada 9        | Jornada 9 | Jornada 9        | Jornada 9              | Jornada 9  | Jornada 9 | Jornada 9    | Jornada 9  | Jornada 9 |
| Local            | Resultado | Visitante        | Estadio                | Fecha      | Hora      | Espectadores | Amonestado | Expulsado |
| ---------------- | --------- | ---------------- | ---------------------- | ---------- | --------- | ------------ | ---------- | --------- |
| Correcaminos UAT | 2 - 1     | Tepatitlán       | Marte R. Gómez         | 6 de marzo | 19:00     | 6 062        | 7          | 0         |
| Atlético La Paz  | 0 - 2     | Zacatecas        | Guaycura               | 7 de marzo | 21:00     | 2 528        | 11         | 1         |
| Atlante          | 2 - 1     | Leones Negros    | Agustín Coruco Díaz    | 8 de marzo | 17:00     | 5 387        | 5          | 2         |
| Cancún           | 1 - 0     | Dorados          | O. Andrés Quintana Roo | 8 de marzo | 19:00     | 3 216        | 4          | 0         |
| Celaya           | 1 - 0     | Atlético Morelia | Miguel Alemán Valdés   | 8 de marzo | 19:00     | 3 056        | 4          | 1         |
| Tampico Madero   | 3 - 0     | Oaxaca           | Tamaulipas             | 8 de marzo | 21:00     | 6 205        | 5          | 0         |
| Tapatío          | 1 - 0     | Tlaxcala         | Jalisco                | 9 de marzo | 12:00     | 581          | 6          | 0         |
| DESCANSO:        | DESCANSO: | DESCANSO:        | Venados                | Venados    | Venados   | Venados      | Venados    | Venados   |

| Jornada 10       | Jornada 10 | Jornada 10       | Jornada 10              | Jornada 10  | Jornada 10 | Jornada 10   | Jornada 10 | Jornada 10 |
| Local            | Resultado  | Visitante        | Estadio                 | Fecha       | Hora       | Espectadores | Amonestado | Expulsado  |
| ---------------- | ---------- | ---------------- | ----------------------- | ----------- | ---------- | ------------ | ---------- | ---------- |
| Venados          | 4 - 2      | Tapatío          | Carlos Iturralde Rivero | 5 de marzo  | 20:00      | 1 949        | 7          | 0          |
| Zacatecas        | 2 - 1      | Correcaminos UAT | Carlos Vega Villalba    | 14 de marzo | 19:00      | 3 070        | 3          | 0          |
| Atlético Morelia | 4 - 1      | Atlético La Paz  | Morelos                 | 15 de marzo | 17:00      | 4 984        | 5          | 0          |
| Tlaxcala         | 1 - 1      | Cancún           | Tlahuicole              | 15 de marzo | 18:00      | 1 298        | 7          | 1          |
| Tampico Madero   | 0 - 0      | Celaya           | Tamaulipas              | 15 de marzo | 19:00      | 6 535        | 4          | 0          |
| Dorados          | 1 - 0      | Tepatitlán       | Caliente                | 15 de marzo | 21:05      | 133          | 6          | 1          |
| Leones Negros    | 3 - 2      | Oaxaca           | Jalisco                 | 16 de marzo | 12:00      | 3 773        | 9          | 1          |
| DESCANSO:        | DESCANSO:  | DESCANSO:        | Atlante                 | Atlante     | Atlante    | Atlante      | Atlante    | Atlante    |

| Jornada 11       | Jornada 11 | Jornada 11       | Jornada 11             | Jornada 11  | Jornada 11 | Jornada 11   | Jornada 11 | Jornada 11 |
| Local            | Resultado  | Visitante        | Estadio                | Fecha       | Hora       | Espectadores | Amonestado | Expulsado  |
| ---------------- | ---------- | ---------------- | ---------------------- | ----------- | ---------- | ------------ | ---------- | ---------- |
| Tapatío          | 1 - 1      | Atlante          | Jalisco                | 19 de marzo | 19:00      | 601          | 2          | 0          |
| Correcaminos UAT | 1 - 1      | Venados          | Marte R. Gómez         | 20 de marzo | 19:00      | 6 182        | 7          | 0          |
| Leones Negros    | 2 - 1      | Atlético Morelia | Jalisco                | 20 de marzo | 21:00      | 2 332        | 3          | 1          |
| Oaxaca           | 2 - 3      | Tlaxcala         | Tecnológico de Oaxaca  | 21 de marzo | 19:00      | 3 108        | 4          | 0          |
| Tepatitlán       | 4 - 1      | Atlético La Paz  | Gregorio "Tepa" Gómez  | 21 de marzo | 21:00      | 3 479        | 6          | 0          |
| Cancún           | 1 - 1      | Celaya           | O. Andrés Quintana Roo | 22 de marzo | 19:00      | 2 785        | 8          | 0          |
| Dorados          | 0 - 1      | Tampico Madero   | Caliente               | 22 de marzo | 21:05      | 183          | 4          | 0          |
| DESCANSO:        | DESCANSO:  | DESCANSO:        | Zacatecas              | Zacatecas   | Zacatecas  | Zacatecas    | Zacatecas  | Zacatecas  |

| Jornada 12       | Jornada 12 | Jornada 12       | Jornada 12              | Jornada 12  | Jornada 12 | Jornada 12   | Jornada 12 | Jornada 12 |
| Local            | Resultado  | Visitante        | Estadio                 | Fecha       | Hora       | Espectadores | Amonestado | Expulsado  |
| ---------------- | ---------- | ---------------- | ----------------------- | ----------- | ---------- | ------------ | ---------- | ---------- |
| Venados          | 2 - 0      | Zacatecas        | Carlos Iturralde Rivero | 28 de marzo | 19:00      | 3 607        | 8          | 2          |
| Atlético La Paz  | 3 - 1      | Leones Negros    | Guaycura                | 28 de marzo | 21:00      | 2 153        | 6          | 1          |
| Atlante          | 4 - 1      | Cancún           | Agustín Coruco Díaz     | 29 de marzo | 17:00      | 2 648        | 5          | 0          |
| Atlético Morelia | 3 - 2      | Correcaminos UAT | Morelos                 | 29 de marzo | 17:00      | 5 181        | 7          | 1          |
| Tlaxcala         | 3 - 2      | Dorados          | Tlahuicole              | 29 de marzo | 19:00      | 1 418        | 5          | 2          |
| Celaya           | 3 - 0      | Oaxaca           | Miguel Alemán Valdés    | 29 de marzo | 19:00      | 2 666        | 1          | 0          |
| Tampico Madero   | 2 - 1      | Tepatitlán       | Tamaulipas              | 29 de marzo | 21:00      | 5 816        | 5          | 0          |
| DESCANSO:        | DESCANSO:  | DESCANSO:        | Tapatío                 | Tapatío     | Tapatío    | Tapatío      | Tapatío    | Tapatío    |

| Jornada 13       | Jornada 13 | Jornada 13       | Jornada 13             | Jornada 13 | Jornada 13 | Jornada 13   | Jornada 13 | Jornada 13 |
| Local            | Resultado  | Visitante        | Estadio                | Fecha      | Hora       | Espectadores | Amonestado | Expulsado  |
| ---------------- | ---------- | ---------------- | ---------------------- | ---------- | ---------- | ------------ | ---------- | ---------- |
| Correcaminos UAT | 2 - 0      | Atlante          | Marte R. Gómez         | 3 de abril | 19:00      | 8 668        | 3          | 0          |
| Oaxaca           | 2 - 2      | Atlético La Paz  | Tecnológico de Oaxaca  | 4 de abril | 19:00      | 2 102        | 6          | 0          |
| Zacatecas        | 1 - 1      | Atlético Morelia | Carlos Vega Villalba   | 5 de abril | 19:00      | 11 718       | 3          | 0          |
| Cancún           | 1 - 2      | Tapatío          | O. Andrés Quintana Roo | 5 de abril | 19:00      | 3 541        | 5          | 1          |
| Tlaxcala         | 0 - 3      | Celaya           | Tlahuicole             | 5 de abril | 19:05      | 1 559        | 3          | 1          |
| Dorados          | 3 - 1      | Venados          | Caliente               | 5 de abril | 21:05      | 133          | 7          | 1          |
| Leones Negros    | 1 - 2      | Tampico Madero   | Jalisco                | 6 de abril | 12:00      | 4 521        | 8          | 0          |
| DESCANSO:        | DESCANSO:  | DESCANSO:        | Tepatitlán             | Tepatitlán | Tepatitlán | Tepatitlán   | Tepatitlán | Tepatitlán |

| Jornada 14       | Jornada 14 | Jornada 14       | Jornada 14              | Jornada 14     | Jornada 14     | Jornada 14     | Jornada 14     | Jornada 14     |
| Local            | Resultado  | Visitante        | Estadio                 | Fecha          | Hora           | Espectadores   | Amonestado     | Expulsado      |
| ---------------- | ---------- | ---------------- | ----------------------- | -------------- | -------------- | -------------- | -------------- | -------------- |
| Tapatío          | 4 – 0      | Correcaminos UAT | Akron                   | 11 de abril    | 19:00          | 423            | 3              | 0              |
| Tepatitlán       | 4 - 0      | Oaxaca           | Gregorio "Tepa" Gómez   | 11 de abril    | 19:00          | 3 126          | 3              | 0              |
| Venados          | 2 - 1      | Tlaxcala         | Carlos Iturralde Rivero | 11 de abril    | 21:00          | 5 175          | 3              | 0              |
| Atlético La Paz  | 0 - 0      | Dorados          | Guaycura                | 11 de abril    | 21:00          | 2 195          | 3              | 0              |
| Atlante          | 0 - 0      | Zacatecas        | Agustín Coruco Díaz     | 12 de abril    | 17:00          | 7 141          | 7              | 2              |
| Atlético Morelia | 2 - 1      | Cancún           | Morelos                 | 12 de abril    | 19:00          | 9 313          | 5              | 0              |
| Celaya           | 2 - 3      | Leones Negros    | Miguel Alemán Valdés    | 12 de abril    | 19:06          | 2 951          | 6              | 1              |
| DESCANSO:        | DESCANSO:  | DESCANSO:        | Tampico Madero          | Tampico Madero | Tampico Madero | Tampico Madero | Tampico Madero | Tampico Madero |

| Jornada 15     | Jornada 15 | Jornada 15       | Jornada 15             | Jornada 15       | Jornada 15       | Jornada 15       | Jornada 15       | Jornada 15       |
| Local          | Resultado  | Visitante        | Estadio                | Fecha            | Hora             | Espectadores     | Amonestado       | Expulsado        |
| -------------- | ---------- | ---------------- | ---------------------- | ---------------- | ---------------- | ---------------- | ---------------- | ---------------- |
| Leones Negros  | 3 - 1      | Venados          | Jalisco                | 18 de abril      | 19:00            | 3 853            | 1                | 0                |
| Oaxaca         | 2 - 2      | Dorados          | Tecnológico de Oaxaca  | 19 de abril      | 19:00            | 2 132            | 4                | 0                |
| Celaya         | 1 - 0      | Tapatío          | Miguel Alemán Valdés   | 19 de abril      | 19:00            | 3 152            | 4                | 1                |
| Tlaxcala       | 1 - 1      | Atlético Morelia | Tlahuicole             | 19 de abril      | 19:00            | 1 293            | 5                | 0                |
| Zacatecas      | 1 - 2      | Tepatitlán       | Carlos Vega Villalba   | 19 de abril      | 19:00            | 2 250            | 5                | 1                |
| Tampico Madero | 1 - 1      | Atlante          | Tamaulipas             | 19 de abril      | 19:00            | 10 698           | 11               | 0                |
| Cancún         | 4 - 1      | Atlético La Paz  | O. Andrés Quintana Roo | 19 de abril      | 19:00            | 3 027            | 4                | 0                |
| DESCANSO:      | DESCANSO:  | DESCANSO:        | Correcaminos UAT       | Correcaminos UAT | Correcaminos UAT | Correcaminos UAT | Correcaminos UAT | Correcaminos UAT |

## Tabla general
| Pos. | Equipo            | Pts. | PJ | G | E | P  | GF | GC | Dif. | Clasificación                          |
| ---- | ----------------- | ---- | -- | - | - | -- | -- | -- | ---- | -------------------------------------- |
| 1    | Leones Negros (C) | 29   | 14 | 9 | 2 | 3  | 31 | 18 | +13  | Cuartos de final de la liguilla        |
| 2    | Atlante           | 28   | 14 | 8 | 4 | 2  | 26 | 11 | +15  | Cuartos de final de la liguilla        |
| 3    | Zacatecas         | 26   | 14 | 7 | 5 | 2  | 19 | 11 | +8   | Cuartos de final de la liguilla        |
| 4    | Celaya            | 25   | 14 | 7 | 4 | 3  | 23 | 15 | +8   | Cuartos de final de la liguilla        |
| 5    | Tampico Madero    | 24   | 14 | 7 | 3 | 4  | 16 | 12 | +4   | Cuartos de final de la liguilla        |
| 6    | Venados           | 22   | 14 | 6 | 4 | 4  | 22 | 20 | +2   | Cuartos de final de la liguilla        |
| 7    | Atlético Morelia  | 20   | 14 | 6 | 2 | 6  | 18 | 21 | −3   | Cuartos de final de la liguilla        |
| 8    | Tepatitlán        | 19   | 14 | 5 | 4 | 5  | 23 | 18 | +5   | Cuartos de final de la liguilla        |
| 9    | Cancún            | 19   | 14 | 5 | 4 | 5  | 18 | 17 | +1   |                                        |
| 10   | Tapatío           | 19   | 14 | 6 | 1 | 7  | 18 | 18 | 0    |                                        |
| 11   | Correcaminos      | 18   | 14 | 5 | 3 | 6  | 19 | 24 | −5   |                                        |
| 12   | Tlaxcala          | 13   | 14 | 2 | 7 | 5  | 21 | 29 | −8   | Último lugar en la tabla de cocientes. |
| 13   | Dorados           | 12   | 14 | 3 | 3 | 8  | 16 | 24 | −8   |                                        |
| 14   | Atlético La Paz   | 10   | 14 | 2 | 4 | 8  | 20 | 35 | −15  |                                        |
| 15   | Oaxaca            | 5    | 14 | 1 | 2 | 11 | 13 | 30 | −17  |                                        |

Actualizado a los partidos jugados el 19 de abril de 2025.
 Fuente: Liga Expansión MX
Criterios de clasificación: Puntos · Diferencia de goles · Goles a favor · Goles como visitante · Tabla de cocientes · Fair play ·  Play-off

### Evolución de la clasificación
Fecha de actualización: 19 de abril de 2025
| Equipo / Jornada | 01 | 02 | 03 | 04 | 05 | 06 | 07 | 08 | 09 | 10 | 11 | 12 | 13 | 14 | 15 |
| ---------------- | -- | -- | -- | -- | -- | -- | -- | -- | -- | -- | -- | -- | -- | -- | -- |
| Leones Negros    | 3  | 2  | 2  | 2  | 3  | 1  | 1  | 3  | 3  | 3  | 3  | 3  | 3  | 2  | 1  |
| Atlante          | 1  | 1  | 1  | 1  | 1  | 2  | 2  | 1  | 1  | 2  | 2  | 1  | 1  | 1  | 2  |
| Zacatecas        | 2  | 3  | 3  | 3  | 4  | 3  | 3  | 2  | 2  | 1  | 1  | 2  | 2  | 3  | 3  |
| Celaya           | 15 | 14 | 13 | 12 | 10 | 8  | 5  | 5  | 6  | 6  | 7  | 6  | 5  | 5  | 4  |
| Tampico Madero   | 14 | 6  | 5  | 7  | 8  | 9  | 9  | 9  | 8  | 7  | 4  | 4  | 4  | 4  | 5  |
| Venados          | 8  | 10 | 10 | 9  | 7  | 6  | 4  | 4  | 4+ | 4  | 5  | 5  | 6  | 6  | 6  |
| Atlético Morelia | 5  | 7  | 9  | 11 | 9  | 10 | 11 | 11 | 11 | 10 | 11 | 9  | 10 | 8  | 7  |
| Tepatitlán       | 9  | 9  | 7  | 5  | 6  | 5  | 7  | 8  | 10 | 11 | 9  | 10 | 11 | 10 | 8  |
| Cancún           | 4  | 4  | 4  | 4  | 2  | 4  | 6  | 6  | 5  | 5  | 6  | 7  | 8  | 11 | 9  |
| Tapatío          | 11 | 5  | 8  | 6  | 5  | 7  | 8  | 10 | 9+ | 9  | 10 | 11 | 9  | 7  | 10 |
| Correcaminos     | 12 | 11 | 11 | 8  | 11 | 11 | 10 | 7  | 7  | 8  | 8  | 8  | 7  | 9  | 11 |
| Tlaxcala         | 6  | 8  | 6  | 10 | 12 | 13 | 12 | 12 | 12 | 13 | 12 | 12 | 12 | 12 | 12 |
| Dorados          | 14 | 15 | 15 | 14 | 14 | 12 | 13 | 14 | 14 | 12 | 13 | 14 | 13 | 13 | 13 |
| Atlético La Paz  | 7  | 12 | 12 | 13 | 13 | 15 | 15 | 13 | 13 | 14 | 14 | 13 | 14 | 14 | 14 |
| Oaxaca           | 10 | 13 | 14 | 15 | 15 | 14 | 14 | 15 | 15 | 15 | 15 | 15 | 15 | 15 | 15 |

- #: Indica la posición del equipo en su jornada de descanso.
- * Indica la posición del equipo con un partido pendiente.
- + Indica la posición del equipo con un partido adelantado.

## Tabla de cocientes
- Fecha de actualización: 19 de abril de 2025[14][15]

| Pos. | Equipo           | A22              | C23              | A23              | C24              | A24 | C25 | Puntos | A22J             | C23J             | A23J             | C24J             | A24J | C25J | Juegos | DG  | Cociente |
| ---- | ---------------- | ---------------- | ---------------- | ---------------- | ---------------- | --- | --- | ------ | ---------------- | ---------------- | ---------------- | ---------------- | ---- | ---- | ------ | --- | -------- |
| 1    | Atlante          | 34               | 30               | 25               | 25               | 29  | 28  | 171    | 17               | 17               | 14               | 14               | 14   | 14   | 90     | 86  | 1.9000   |
| 2    | Leones Negros    | 31               | 21               | 27               | 29               | 28  | 29  | 165    | 17               | 17               | 14               | 14               | 14   | 14   | 90     | 65  | 1.8333   |
| 3    | Celaya           | 38               | 37               | 17               | 22               | 23  | 25  | 162    | 17               | 17               | 14               | 14               | 14   | 14   | 90     | 56  | 1.8000   |
| 4    | Venados          | 25               | 22               | 21               | 32               | 22  | 22  | 144    | 17               | 17               | 14               | 14               | 14   | 14   | 90     | 36  | 1.6000   |
| 5    | Tapatío          | 22               | 31               | 14               | 22               | 29  | 19  | 137    | 17               | 17               | 14               | 14               | 14   | 14   | 90     | 31  | 1.5222   |
| 6    | Tampico Madero   | Liga Premier FMF | Liga Premier FMF | Liga Premier FMF | Liga Premier FMF | 18  | 24  | 42     | Liga Premier FMF | Liga Premier FMF | Liga Premier FMF | Liga Premier FMF | 14   | 14   | 28     | 0   | 1.5000   |
| 7    | Zacatecas        | 23               | 17               | 24               | 19               | 20  | 26  | 129    | 17               | 17               | 14               | 14               | 14   | 14   | 90     | 12  | 1.4333   |
| 8    | Atlético Morelia | 26               | 30               | 21               | 10               | 16  | 20  | 123    | 17               | 17               | 14               | 14               | 14   | 14   | 90     | -4  | 1.3667   |
| 9    | Cancún           | 14               | 19               | 28               | 22               | 18  | 19  | 120    | 17               | 17               | 14               | 14               | 14   | 14   | 90     | 0   | 1.3333   |
| 10   | Tepatitlán       | 21               | 25               | 23               | 8                | 18  | 19  | 114    | 17               | 17               | 14               | 14               | 14   | 14   | 90     | 2   | 1.2667   |
| 11   | Correcaminos     | 19               | 22               | 20               | 16               | 9   | 18  | 104    | 17               | 17               | 14               | 14               | 14   | 14   | 90     | -27 | 1.1556   |
| 12   | Atlético La Paz  | 17               | 21               | 20               | 22               | 12  | 10  | 102    | 17               | 17               | 14               | 14               | 14   | 14   | 90     | -54 | 1.1333   |
| 13   | Dorados          | 27               | 9                | 12               | 11               | 18  | 12  | 89     | 17               | 17               | 14               | 14               | 14   | 14   | 90     | -62 | 0.9889   |
| 14   | Oaxaca           | 20               | 22               | 13               | 19               | 9   | 5   | 88     | 17               | 17               | 14               | 14               | 14   | 14   | 90     | -57 | 0.9778   |
| 15   | Tlaxcala         | 19               | 23               | 6                | 13               | 14  | 13  | 88     | 17               | 17               | 14               | 14               | 14   | 14   | 90     | -59 | 0.9778   |

## Liguilla
|  | Cuartos de final                                                 | Cuartos de final                                                 | Cuartos de final                                                 | Cuartos de final                                                 | Cuartos de final                                                 |   |       | Semifinales                                             | Semifinales                                             | Semifinales                                             | Semifinales                                             | Semifinales                                             |  |   | Final                                                | Final                                                | Final                                                | Final                                                | Final                                                |  |
|  | 23 y 24 de abril de 2025 (ida) 26 y 27 de abril de 2025 (vuelta) | 23 y 24 de abril de 2025 (ida) 26 y 27 de abril de 2025 (vuelta) | 23 y 24 de abril de 2025 (ida) 26 y 27 de abril de 2025 (vuelta) | 23 y 24 de abril de 2025 (ida) 26 y 27 de abril de 2025 (vuelta) | 23 y 24 de abril de 2025 (ida) 26 y 27 de abril de 2025 (vuelta) |   |       | 3 y 4 de mayo de 2025 (ida) 11 de mayo de 2025 (vuelta) | 3 y 4 de mayo de 2025 (ida) 11 de mayo de 2025 (vuelta) | 3 y 4 de mayo de 2025 (ida) 11 de mayo de 2025 (vuelta) | 3 y 4 de mayo de 2025 (ida) 11 de mayo de 2025 (vuelta) | 3 y 4 de mayo de 2025 (ida) 11 de mayo de 2025 (vuelta) |  |   | 17 de mayo de 2025 (ida) 24 de mayo de 2025 (vuelta) | 17 de mayo de 2025 (ida) 24 de mayo de 2025 (vuelta) | 17 de mayo de 2025 (ida) 24 de mayo de 2025 (vuelta) | 17 de mayo de 2025 (ida) 24 de mayo de 2025 (vuelta) | 17 de mayo de 2025 (ida) 24 de mayo de 2025 (vuelta) |  |
|  |                                                                  |                                                                  |                                                                  |                                                                  |                                                                  |   |       |                                                         |                                                         |                                                         |                                                         |                                                         |  |   |                                                      |                                                      |                                                      |                                                      |                                                      |  |
|  |                                                                  |                                                                  |                                                                  |                                                                  |                                                                  |   |       |                                                         |                                                         |                                                         |                                                         |                                                         |  |   |                                                      |                                                      |                                                      |                                                      |                                                      |  |
|  | 1                                                                | Leones Negros (*)                                                | 1                                                                | 2                                                                | 3                                                                |   |       |                                                         |                                                         |                                                         |                                                         |                                                         |  |   |                                                      |                                                      |                                                      |                                                      |                                                      |  |
|  | 1                                                                | Leones Negros (*)                                                | 1                                                                | 2                                                                | 3                                                                |   |       |                                                         |                                                         |                                                         |                                                         |                                                         |  |   |                                                      |                                                      |                                                      |                                                      |                                                      |  |
|  | 8                                                                | Tepatitlán                                                       | 2                                                                | 1                                                                | 3                                                                |   |       |                                                         |                                                         |                                                         |                                                         |                                                         |  |   |                                                      |                                                      |                                                      |                                                      |                                                      |  |
|  | 8                                                                | Tepatitlán                                                       | 2                                                                | 1                                                                | 3                                                                |   | 1     | Leones Negros (*)                                       | 0                                                       | 2                                                       | 2                                                       |                                                         |  |   |                                                      |                                                      |                                                      |                                                      |                                                      |  |
|  |                                                                  |                                                                  |                                                                  |                                                                  |                                                                  |   | 1     | Leones Negros (*)                                       | 0                                                       | 2                                                       | 2                                                       |                                                         |  |   |                                                      |                                                      |                                                      |                                                      |                                                      |  |
|  |                                                                  |                                                                  | 7                                                                | Atlético Morelia                                                 | 2                                                                | 0 | 2     |                                                         |                                                         |                                                         |                                                         |                                                         |  |   |                                                      |                                                      |                                                      |                                                      |                                                      |  |
|  | 2                                                                | Atlante                                                          | 7                                                                | Atlético Morelia                                                 | 2                                                                | 0 | 2     | 0                                                       | 2                                                       | 2                                                       |                                                         |                                                         |  |   |                                                      |                                                      |                                                      |                                                      |                                                      |  |
|  | 2                                                                | Atlante                                                          |                                                                  |                                                                  |                                                                  |   |       |                                                         |                                                         | 2                                                       |                                                         |                                                         |  |   |                                                      |                                                      |                                                      |                                                      |                                                      |  |
|  | 7                                                                | Atlético Morelia                                                 | 0                                                                | 3                                                                | 3                                                                |   |       |                                                         |                                                         |                                                         |                                                         |                                                         |  |   |                                                      |                                                      |                                                      |                                                      |                                                      |  |
|  | 7                                                                | Atlético Morelia                                                 | 0                                                                | 3                                                                | 3                                                                |   |       |                                                         |                                                         |                                                         |                                                         |                                                         |  | 1 | Leones Negros (p.)                                   | 1                                                    | 1                                                    | 2 (5)                                                |                                                      |  |
|  |                                                                  |                                                                  |                                                                  |                                                                  |                                                                  |   |       |                                                         |                                                         |                                                         |                                                         |                                                         |  | 1 | Leones Negros (p.)                                   | 1                                                    | 1                                                    | 2 (5)                                                |                                                      |  |
|  |                                                                  |                                                                  | 5                                                                | Tampico Madero                                                   | 2                                                                | 0 | 2 (4) |                                                         |                                                         |                                                         |                                                         |                                                         |  |   |                                                      |                                                      |                                                      |                                                      |                                                      |  |
|  | 3                                                                | Zacatecas (*)                                                    | 5                                                                | Tampico Madero                                                   | 2                                                                | 0 | 2 (4) | 0                                                       | 2                                                       | 2                                                       |                                                         |                                                         |  |   |                                                      |                                                      |                                                      |                                                      |                                                      |  |
|  | 3                                                                | Zacatecas (*)                                                    |                                                                  |                                                                  |                                                                  |   |       |                                                         |                                                         | 2                                                       |                                                         |                                                         |  |   |                                                      |                                                      |                                                      |                                                      |                                                      |  |
|  | 6                                                                | Venados                                                          | 2                                                                | 0                                                                | 2                                                                |   |       |                                                         |                                                         |                                                         |                                                         |                                                         |  |   |                                                      |                                                      |                                                      |                                                      |                                                      |  |
|  | 6                                                                | Venados                                                          | 2                                                                | 0                                                                | 2                                                                |   | 3     | Zacatecas                                               | 0                                                       | 0                                                       | 0                                                       |                                                         |  |   |                                                      |                                                      |                                                      |                                                      |                                                      |  |
|  |                                                                  |                                                                  |                                                                  |                                                                  |                                                                  |   | 3     | Zacatecas                                               | 0                                                       | 0                                                       | 0                                                       |                                                         |  |   |                                                      |                                                      |                                                      |                                                      |                                                      |  |
|  |                                                                  |                                                                  | 5                                                                | Tampico Madero                                                   | 1                                                                | 0 | 1     |                                                         |                                                         |                                                         |                                                         |                                                         |  |   |                                                      |                                                      |                                                      |                                                      |                                                      |  |
|  | 4                                                                | Celaya                                                           | 5                                                                | Tampico Madero                                                   | 1                                                                | 0 | 1     | 0                                                       | 0                                                       | 0                                                       |                                                         |                                                         |  |   |                                                      |                                                      |                                                      |                                                      |                                                      |  |
|  | 4                                                                | Celaya                                                           |                                                                  |                                                                  |                                                                  |   |       |                                                         |                                                         | 0                                                       |                                                         |                                                         |  |   |                                                      |                                                      |                                                      |                                                      |                                                      |  |
|  | 5                                                                | Tampico Madero                                                   | 1                                                                | 0                                                                | 1                                                                |   |       |                                                         |                                                         |                                                         |                                                         |                                                         |  |   |                                                      |                                                      |                                                      |                                                      |                                                      |  |
|  | 5                                                                | Tampico Madero                                                   | 1                                                                | 0                                                                | 1                                                                |   |       |                                                         |                                                         |                                                         |                                                         |                                                         |  |   |                                                      |                                                      |                                                      |                                                      |                                                      |  |
|  |                                                                  |                                                                  |                                                                  |                                                                  |                                                                  |   |       |                                                         |                                                         |                                                         |                                                         |                                                         |  |   |                                                      |                                                      |                                                      |                                                      |                                                      |  |

- Campeón clasifica al Campeón de Campeones 2024-25

(*) El equipo avanzó por su posición en la tabla general

### Cuartos de final
| 24 de abril de 2025 | Tepatitlán                      | 2:1 (1:1) | Leones Negros | Estadio Tepa Gómez, Tepatitlán, Jalisco                                      |                                                                              |
| 20:05 (UTC -6)      | A. Escoto 22' · J. González 75' | Reporte   | A. Ocejo 27'  | Asistencia: 6 921 espectadores Árbitro(s): Enrique Augusto Ramírez Gutiérrez | Asistencia: 6 921 espectadores Árbitro(s): Enrique Augusto Ramírez Gutiérrez |

| 27 de abril de 2025                                                    | Leones Negros                 | 2:1 (1:0) (Global 3:3) | Tepatitlán    | Estadio Jalisco, Guadalajara, Jalisco                                       |                                                                             |
| 12:00 (UTC -6)                                                         | J. Marchand 7' · D. Muñoz 73' | Reporte                | L. Loroña 53' | Asistencia: 7 373 espectadores Árbitro(s): Joaquín Alberto Vizcarra Armenta | Asistencia: 7 373 espectadores Árbitro(s): Joaquín Alberto Vizcarra Armenta |
| Leones Negros avanzó a semifinales por su posición en la tabla general |                               |                        |               |                                                                             |                                                                             |

| 23 de abril de 2025 | Atlético Morelia | 0:0     | Atlante | Estadio Morelos, Morelia, Michoacán                                       |                                                                           |
| 19:10 (UTC -6)      |                  | Reporte |         | Asistencia: 14 330 espectadores Árbitro(s): Diego Gilberto Gurrea Mendoza | Asistencia: 14 330 espectadores Árbitro(s): Diego Gilberto Gurrea Mendoza |

| 26 de abril de 2025                   | Atlante                       | 2:3 (2:2) (Global 2:3) | Atlético Morelia                              | Estadio Agustín Coruco Díaz, Zacatepec, Morelos                   |                                                                   |
| 18:00 (UTC -6)                        | M. García 20' · J. Ibarra 37' | Reporte                | O. Islas 43' · W. Ortega 45+4' · B. Trejo 86' | Asistencia: 8 966 espectadores Árbitro(s): Aldo Ballesteros Barba | Asistencia: 8 966 espectadores Árbitro(s): Aldo Ballesteros Barba |
| Atlético Morelia avanzó a semifinales |                               |                        |                                               |                                                                   |                                                                   |

| 24 de abril de 2025 | Venados                     | 2:0 (1:0) | Zacatecas | Estadio Carlos Iturralde Rivero, Mérida, Yucatán                          |                                                                           |
| 18:00 (UTC -6)      | W. Guzmán 10' · S. Lora 70' | Reporte   |           | Asistencia: 6 376 espectadores Árbitro(s): Mauricio Eleazar López Sánchez | Asistencia: 6 376 espectadores Árbitro(s): Mauricio Eleazar López Sánchez |

| 27 de abril de 2025                                                | Zacatecas                          | 2:0 (0:0) (Global 2:2) | Venados | Estadio Carlos Vega Villalba, Zacatecas, Zacatecas                 |                                                                    |
| 19:00 (UTC -6)                                                     | A. Villacorta 50' · P. Padilla 83' | Reporte                |         | Asistencia: 9 080 espectadores Árbitro(s): Yonatan Peinado Aguirre | Asistencia: 9 080 espectadores Árbitro(s): Yonatan Peinado Aguirre |
| Zacatecas avanzó a semifinales por su posición en la tabla general |                                    |                        |         |                                                                    |                                                                    |

| 23 de abril de 2025 | Tampico Madero   | 1:0 (0:0) | Celaya | Estadio Tamaulipas, Tampico Madero, Tamaulipas                        |                                                                       |
| 21:05 (UTC -6)      | J. Santacruz 68' | Reporte   |        | Asistencia: 12 898 espectadores Árbitro(s): Orlando Delgadillo Franco | Asistencia: 12 898 espectadores Árbitro(s): Orlando Delgadillo Franco |

| 26 de abril de 2025                 | Celaya | 0:0 (Global 0:1) | Tampico Madero | Estadio Miguel Alemán Valdés, Celaya, Guanajuato                           |                                                                            |
| 20:05 (UTC -6)                      |        | Reporte          |                | Asistencia: 5 654 espectadores Árbitro(s): Héctor Salvador Solorio Arreola | Asistencia: 5 654 espectadores Árbitro(s): Héctor Salvador Solorio Arreola |
| Tampico Madero avanzó a semifinales |        |                  |                |                                                                            |                                                                            |

### Semifinales
| 3 de mayo de 2025 | Atlético Morelia               | 2:0 (1:0) | Leones Negros | Estadio Morelos, Morelia, Michoacán                                  |                                                                      |
| 19:30 (UTC -6)    | D. Parra 16' · T. Figueroa 73' | Reporte   |               | Asistencia: 22 060 espectadores Árbitro(s): Yonathan Peinado Aguirre | Asistencia: 22 060 espectadores Árbitro(s): Yonathan Peinado Aguirre |

| 11 de mayo de 2025                                                  | Leones Negros               | 2:0 (0:0) (Global 2:2) | Atlético Morelia | Estadio Jalisco, Guadalajara, Jalisco                                        |                                                                              |
| 12:00 (UTC -6)                                                      | A. Bravo 54' · A. Ocejo 61' | Reporte                |                  | Asistencia: 14 724 espectadores Árbitro(s): Joaquín Alberto Vizcarra Armenta | Asistencia: 14 724 espectadores Árbitro(s): Joaquín Alberto Vizcarra Armenta |
| Leones Negros avanzó a la final por su posición en la tabla general |                             |                        |                  |                                                                              |                                                                              |

| 4 de mayo de 2025 | Tampico Madero   | 1:0 (0:0) | Zacatecas | Estadio Tamaulipas, Tampico Madero, Tamaulipas                     |                                                                    |
| 17:00 (UTC -6)    | J. Santacruz 66' | Reporte   |           | Asistencia: 16 797 espectadores Árbitro(s): Aldo Ballesteros Barba | Asistencia: 16 797 espectadores Árbitro(s): Aldo Ballesteros Barba |

| 11 de mayo de 2025               | Zacatecas | 0:0 (Global 0:1) | Tampico Madero | Estadio Carlos Vega Villalba, Zacatecas, Zacatecas                         |                                                                            |
| 19:00 (UTC -6)                   |           | Reporte          |                | Asistencia: 19 600 espectadores Árbitro(s): Mauricio Eleazar López Sánchez | Asistencia: 19 600 espectadores Árbitro(s): Mauricio Eleazar López Sánchez |
| Tampico Madero avanzó a la final |           |                  |                |                                                                            |                                                                            |

### Final
| 17 de mayo de 2025 | Tampico Madero                   | 2:1 (2:0) | Leones Negros    | Estadio Tamaulipas, Tampico Madero, Tamaulipas                               |                                                                              |
| 19:00 (UTC -6)     | O. Soto 36' · R. Domínguez 45+8' | Reporte   | 85' A. Organista | Asistencia: 19 533 espectadores Árbitro(s): Joaquín Alberto Vizcarra Armenta | Asistencia: 19 533 espectadores Árbitro(s): Joaquín Alberto Vizcarra Armenta |

| 24 de mayo de 2025                             | Leones Negros                                             | 1:0 (0:0, 0:0) (t. s.)(5:4 p.)(Global 2:2) | Tampico Madero                                              | Estadio Jalisco, Guadalajara, Jalisco                                |                                                                      |
| 19:00 (UTC -6)                                 | A. Ledesma 90+4'                                          | Reporte                                    |                                                             | Asistencia: 40 000 espectadores Árbitro(s): Yonathan Peinado Aguirre | Asistencia: 40 000 espectadores Árbitro(s): Yonathan Peinado Aguirre |
|                                                |                                                           | Tiros desde el punto penal                 |                                                             |                                                                      |                                                                      |
|                                                | E. Torres · E. Rivera · J. Aguayo · D. Muñoz · J. Sánchez |                                            | J. Santacruz · R. López · A. Escoboza · D. García · G. Ruiz |                                                                      |                                                                      |
| Leones Negros campeón del Torneo Clausura 2025 |                                                           |                                            |                                                             |                                                                      |                                                                      |

### Final - Ida
| 13    | Guardameta     | Gerardo Ruiz       |     |
| 2     | Defensa        | Luciano Bocco      |     |
| 3     | Defensa        | Diego García       |     |
| 4     | Defensa        | Alberto Ríos       | 55' |
| 7     | Defensa        | Deivoon Magaña     | 45' |
| 10    | Centrocampista | Omar Soto          | 67' |
| 16    | Centrocampista | Rubén Domínguez    |     |
| 28    | Centrocampista | Sergio Flores      |     |
| 20    | Centrocampista | Juan Santacruz     | 55' |
| 23    | Centrocampista | Alonso Escoboza    |     |
| 9     | Delantero      | Adrián Garza       | 67' |
| D. T. | D. T.          | Marco Antonio Ruiz |     |

| 30    | Guardameta     | Felipe López        |     |
| 2     | Defensa        | Jonathan Sánchez    | 73' |
| 3     | Defensa        | Francisco Rabago    |     |
| 4     | Defensa        | Arturo Ledesma      |     |
| 24    | Defensa        | Juan Aguayo         |     |
| 28    | Centrocampista | Alejandro Bravo     | 73' |
| 6     | Centrocampista | Alejandro Organista |     |
| 20    | Centrocampista | Bryan Flores        | 67' |
| 26    | Centrocampista | Jahaziel Marchand   | 45' |
| 10    | Delantero      | Edson Torres        |     |
| 13    | Delantero      | Alberto Ocejo       | 67' |
| D. T. | D. T.          | Alfonso Sosa        |     |

| 11 | Centrocampista | Christopher Engelhart | 45' |
| 6  | Defensa        | Edson García          | 55' |
| 26 | Delantero      | Eduardo Pérez         | 55' |
| 33 | Defensa        | Rolando González      | 67' |
| 14 | Delantero      | Néstor Corona         | 67' |

| 8  | Delantero      | Carlos Fierro     | 45' |
| 7  | Delantero      | Edson Rivera      | 67' |
| 15 | Centrocampista | Alejandro Carreón | 67' |
| 88 | Centrocampista | Denilson Múñoz    | 73' |
| 83 | Defensa        | Luis Flores       | 73' |

| 36' · 45+8' | Omar Soto Rubén Domínguez | 1:0 2:0 |

| 85' | Alejandro Organista | 2:1 |

| 64' | Christopher Engelhart |

| 78' | Carlos Fierro |

| Principal  | Joaquín Alberto Vizcarra Armenta     |
| Asistentes | Francisco Javier González De La Mora |
|            | José Adolfo Robles Rodríguez         |
| Cuarto     | Mauricio Eleazar López Sánchez       |

|  |                    |     |     |
|  | Tiros              | 12  | 13  |
|  | Tiros a puerta     | 5   | 7   |
|  | Faltas             | 11  | 7   |
|  | Saques de esquina  | 8   | 0   |
|  | Penaltis           | 0   | 0   |
|  | Fueras de juego    | 0   | 0   |
|  | Posesión del balón | 49% | 51% |

| 13    | Guardameta     | Gerardo Ruiz       |     |
| 2     | Defensa        | Luciano Bocco      |     |
| 3     | Defensa        | Diego García       |     |
| 4     | Defensa        | Alberto Ríos       | 55' |
| 7     | Defensa        | Deivoon Magaña     | 45' |
| 10    | Centrocampista | Omar Soto          | 67' |
| 16    | Centrocampista | Rubén Domínguez    |     |
| 28    | Centrocampista | Sergio Flores      |     |
| 20    | Centrocampista | Juan Santacruz     | 55' |
| 23    | Centrocampista | Alonso Escoboza    |     |
| 9     | Delantero      | Adrián Garza       | 67' |
| D. T. | D. T.          | Marco Antonio Ruiz |     |

| 30    | Guardameta     | Felipe López        |     |
| 2     | Defensa        | Jonathan Sánchez    | 73' |
| 3     | Defensa        | Francisco Rabago    |     |
| 4     | Defensa        | Arturo Ledesma      |     |
| 24    | Defensa        | Juan Aguayo         |     |
| 28    | Centrocampista | Alejandro Bravo     | 73' |
| 6     | Centrocampista | Alejandro Organista |     |
| 20    | Centrocampista | Bryan Flores        | 67' |
| 26    | Centrocampista | Jahaziel Marchand   | 45' |
| 10    | Delantero      | Edson Torres        |     |
| 13    | Delantero      | Alberto Ocejo       | 67' |
| D. T. | D. T.          | Alfonso Sosa        |     |

| 11 | Centrocampista | Christopher Engelhart | 45' |
| 6  | Defensa        | Edson García          | 55' |
| 26 | Delantero      | Eduardo Pérez         | 55' |
| 33 | Defensa        | Rolando González      | 67' |
| 14 | Delantero      | Néstor Corona         | 67' |

| 8  | Delantero      | Carlos Fierro     | 45' |
| 7  | Delantero      | Edson Rivera      | 67' |
| 15 | Centrocampista | Alejandro Carreón | 67' |
| 88 | Centrocampista | Denilson Múñoz    | 73' |
| 83 | Defensa        | Luis Flores       | 73' |

| 36' · 45+8' | Omar Soto Rubén Domínguez | 1:0 2:0 |

| 85' | Alejandro Organista | 2:1 |

| 64' | Christopher Engelhart |

| 78' | Carlos Fierro |

| Principal  | Joaquín Alberto Vizcarra Armenta     |
| Asistentes | Francisco Javier González De La Mora |
|            | José Adolfo Robles Rodríguez         |
| Cuarto     | Mauricio Eleazar López Sánchez       |

|  |                    |     |     |
|  | Tiros              | 12  | 13  |
|  | Tiros a puerta     | 5   | 7   |
|  | Faltas             | 11  | 7   |
|  | Saques de esquina  | 8   | 0   |
|  | Penaltis           | 0   | 0   |
|  | Fueras de juego    | 0   | 0   |
|  | Posesión del balón | 49% | 51% |

| 13    | Guardameta     | Gerardo Ruiz       |     |
| 2     | Defensa        | Luciano Bocco      |     |
| 3     | Defensa        | Diego García       |     |
| 4     | Defensa        | Alberto Ríos       | 55' |
| 7     | Defensa        | Deivoon Magaña     | 45' |
| 10    | Centrocampista | Omar Soto          | 67' |
| 16    | Centrocampista | Rubén Domínguez    |     |
| 28    | Centrocampista | Sergio Flores      |     |
| 20    | Centrocampista | Juan Santacruz     | 55' |
| 23    | Centrocampista | Alonso Escoboza    |     |
| 9     | Delantero      | Adrián Garza       | 67' |
| D. T. | D. T.          | Marco Antonio Ruiz |     |

| 30    | Guardameta     | Felipe López        |     |
| 2     | Defensa        | Jonathan Sánchez    | 73' |
| 3     | Defensa        | Francisco Rabago    |     |
| 4     | Defensa        | Arturo Ledesma      |     |
| 24    | Defensa        | Juan Aguayo         |     |
| 28    | Centrocampista | Alejandro Bravo     | 73' |
| 6     | Centrocampista | Alejandro Organista |     |
| 20    | Centrocampista | Bryan Flores        | 67' |
| 26    | Centrocampista | Jahaziel Marchand   | 45' |
| 10    | Delantero      | Edson Torres        |     |
| 13    | Delantero      | Alberto Ocejo       | 67' |
| D. T. | D. T.          | Alfonso Sosa        |     |

| 11 | Centrocampista | Christopher Engelhart | 45' |
| 6  | Defensa        | Edson García          | 55' |
| 26 | Delantero      | Eduardo Pérez         | 55' |
| 33 | Defensa        | Rolando González      | 67' |
| 14 | Delantero      | Néstor Corona         | 67' |

| 8  | Delantero      | Carlos Fierro     | 45' |
| 7  | Delantero      | Edson Rivera      | 67' |
| 15 | Centrocampista | Alejandro Carreón | 67' |
| 88 | Centrocampista | Denilson Múñoz    | 73' |
| 83 | Defensa        | Luis Flores       | 73' |

| 36' · 45+8' | Omar Soto Rubén Domínguez | 1:0 2:0 |

| 85' | Alejandro Organista | 2:1 |

| 64' | Christopher Engelhart |

| 78' | Carlos Fierro |

| Principal  | Joaquín Alberto Vizcarra Armenta     |
| Asistentes | Francisco Javier González De La Mora |
|            | José Adolfo Robles Rodríguez         |
| Cuarto     | Mauricio Eleazar López Sánchez       |

|  |                    |     |     |
|  | Tiros              | 12  | 13  |
|  | Tiros a puerta     | 5   | 7   |
|  | Faltas             | 11  | 7   |
|  | Saques de esquina  | 8   | 0   |
|  | Penaltis           | 0   | 0   |
|  | Fueras de juego    | 0   | 0   |
|  | Posesión del balón | 49% | 51% |

| 13    | Guardameta     | Gerardo Ruiz       |     |
| 2     | Defensa        | Luciano Bocco      |     |
| 3     | Defensa        | Diego García       |     |
| 4     | Defensa        | Alberto Ríos       | 55' |
| 7     | Defensa        | Deivoon Magaña     | 45' |
| 10    | Centrocampista | Omar Soto          | 67' |
| 16    | Centrocampista | Rubén Domínguez    |     |
| 28    | Centrocampista | Sergio Flores      |     |
| 20    | Centrocampista | Juan Santacruz     | 55' |
| 23    | Centrocampista | Alonso Escoboza    |     |
| 9     | Delantero      | Adrián Garza       | 67' |
| D. T. | D. T.          | Marco Antonio Ruiz |     |

| 30    | Guardameta     | Felipe López        |     |
| 2     | Defensa        | Jonathan Sánchez    | 73' |
| 3     | Defensa        | Francisco Rabago    |     |
| 4     | Defensa        | Arturo Ledesma      |     |
| 24    | Defensa        | Juan Aguayo         |     |
| 28    | Centrocampista | Alejandro Bravo     | 73' |
| 6     | Centrocampista | Alejandro Organista |     |
| 20    | Centrocampista | Bryan Flores        | 67' |
| 26    | Centrocampista | Jahaziel Marchand   | 45' |
| 10    | Delantero      | Edson Torres        |     |
| 13    | Delantero      | Alberto Ocejo       | 67' |
| D. T. | D. T.          | Alfonso Sosa        |     |

| 11 | Centrocampista | Christopher Engelhart | 45' |
| 6  | Defensa        | Edson García          | 55' |
| 26 | Delantero      | Eduardo Pérez         | 55' |
| 33 | Defensa        | Rolando González      | 67' |
| 14 | Delantero      | Néstor Corona         | 67' |

| 8  | Delantero      | Carlos Fierro     | 45' |
| 7  | Delantero      | Edson Rivera      | 67' |
| 15 | Centrocampista | Alejandro Carreón | 67' |
| 88 | Centrocampista | Denilson Múñoz    | 73' |
| 83 | Defensa        | Luis Flores       | 73' |

| 36' · 45+8' | Omar Soto Rubén Domínguez | 1:0 2:0 |

| 85' | Alejandro Organista | 2:1 |

| 64' | Christopher Engelhart |

| 78' | Carlos Fierro |

| Principal  | Joaquín Alberto Vizcarra Armenta     |
| Asistentes | Francisco Javier González De La Mora |
|            | José Adolfo Robles Rodríguez         |
| Cuarto     | Mauricio Eleazar López Sánchez       |

|  |                    |     |     |
|  | Tiros              | 12  | 13  |
|  | Tiros a puerta     | 5   | 7   |
|  | Faltas             | 11  | 7   |
|  | Saques de esquina  | 8   | 0   |
|  | Penaltis           | 0   | 0   |
|  | Fueras de juego    | 0   | 0   |
|  | Posesión del balón | 49% | 51% |

### Final - Vuelta
| 30    | Guardameta     | Felipe López        |     |
| 2     | Defensa        | Jonathan Sánchez    |     |
| 4     | Defensa        | Arturo Ledesma      | 95' |
| 5     | Defensa        | Ulises Torres       |     |
| 28    | Defensa        | Alejandro Bravo     | 84' |
| 20    | Centrocampista | Bryan Flores        | 45' |
| 6     | Centrocampista | Alejandro Organista | 72' |
| 26    | Centrocampista | Jahaziel Marchand   |     |
| 8     | Delantero      | Carlos Fierro       | 45' |
| 10    | Delantero      | Edson Torres        |     |
| 13    | Delantero      | Alberto Ocejo       | 84' |
| D. T. | D. T.          | Alfonso Sosa        |     |

| 13    | Guardameta     | Gerardo Ruiz       |     |
| 2     | Defensa        | Luciano Bocco      | 69' |
| 3     | Defensa        | Diego García       |     |
| 6     | Defensa        | Edson García       |     |
| 7     | Defensa        | Deivoon Magaña     | 66' |
| 16    | Centrocampista | Rubén Domínguez    |     |
| 28    | Centrocampista | Sergio Flores      |     |
| 10    | Centrocampista | Omar Soto          | 76' |
| 23    | Centrocampista | Alonso Escoboza    |     |
| 9     | Delantero      | Adrián Garza       | 76' |
| 26    | Delantero      | Eduardo Pérez      | 66' |
| D. T. | D. T.          | Marco Antonio Ruiz |     |

| 11 | Centrocampista | Joel Pérez        | 45' |
| 88 | Centrocampista | Denilson Muñoz    | 45' |
| 7  | Delantero      | Edson Rivera      | 72' |
| 83 | Defensa        | Luis Flores       | 84' |
| 24 | Defensa        | Juan Aguayo       | 84' |
| 15 | Centrocampista | Alejandro Carreón | 95' |

| 20 | Centrocampista | Juan Santacruz        | 66' |
| 11 | Centrocampista | Christopher Engelhart | 66' |
| 30 | Defensa        | Santiago Ramos        | 69' |
| 33 | Defensa        | Rolando González      | 76' |
| 5  | Centrocampista | Raúl López            | 76' |

| 90+4' | Arturo Ledesma | 1:0 |

| Acierto de penal · Acierto de penal · Acierto de penal · Acierto de penal · Acierto de penal | Edson Torres Edson Rivera Juan Aguayo Denilson Muñoz Jonathan Sánchez | 1:1 2:2 3:3 4:4 5:4 |

| Acierto de penal · Acierto de penal · Acierto de penal · Acierto de penal · Fallo de penal | Juan Santacruz Raúl López Alonso Escoboza Diego García Gerardo Ruiz | 0:1 1:2 2:3 3:4 4:4 |

| 17' · 28' · 46' · 114' | Alejandro Bravo Bryan Flores Alberto Ocejo Jonathan Sánchez |

| 29' · 45+3' · 80' · 88' | Deivoon Magaña Adrián Garza Santiago Ramos Rubén Domínguez |

| Principal  | Yonathan Peinado Aguirre    |
| Asistentes | Jesús Aarón Gómez Ruíz      |
|            | Edwin De Jesús Sosa Montoya |
| Cuarto     | Aldo Ballesteros Barba      |

|  |                    |     |     |
|  | Tiros              | 13  | 5   |
|  | Tiros a puerta     | 5   | 1   |
|  | Faltas             | 9   | 19  |
|  | Saques de esquina  | 13  | 2   |
|  | Fueras de juego    | 1   | 2   |
|  | Posesión del balón | 66% | 34% |

| 30    | Guardameta     | Felipe López        |     |
| 2     | Defensa        | Jonathan Sánchez    |     |
| 4     | Defensa        | Arturo Ledesma      | 95' |
| 5     | Defensa        | Ulises Torres       |     |
| 28    | Defensa        | Alejandro Bravo     | 84' |
| 20    | Centrocampista | Bryan Flores        | 45' |
| 6     | Centrocampista | Alejandro Organista | 72' |
| 26    | Centrocampista | Jahaziel Marchand   |     |
| 8     | Delantero      | Carlos Fierro       | 45' |
| 10    | Delantero      | Edson Torres        |     |
| 13    | Delantero      | Alberto Ocejo       | 84' |
| D. T. | D. T.          | Alfonso Sosa        |     |

| 13    | Guardameta     | Gerardo Ruiz       |     |
| 2     | Defensa        | Luciano Bocco      | 69' |
| 3     | Defensa        | Diego García       |     |
| 6     | Defensa        | Edson García       |     |
| 7     | Defensa        | Deivoon Magaña     | 66' |
| 16    | Centrocampista | Rubén Domínguez    |     |
| 28    | Centrocampista | Sergio Flores      |     |
| 10    | Centrocampista | Omar Soto          | 76' |
| 23    | Centrocampista | Alonso Escoboza    |     |
| 9     | Delantero      | Adrián Garza       | 76' |
| 26    | Delantero      | Eduardo Pérez      | 66' |
| D. T. | D. T.          | Marco Antonio Ruiz |     |

| 11 | Centrocampista | Joel Pérez        | 45' |
| 88 | Centrocampista | Denilson Muñoz    | 45' |
| 7  | Delantero      | Edson Rivera      | 72' |
| 83 | Defensa        | Luis Flores       | 84' |
| 24 | Defensa        | Juan Aguayo       | 84' |
| 15 | Centrocampista | Alejandro Carreón | 95' |

| 20 | Centrocampista | Juan Santacruz        | 66' |
| 11 | Centrocampista | Christopher Engelhart | 66' |
| 30 | Defensa        | Santiago Ramos        | 69' |
| 33 | Defensa        | Rolando González      | 76' |
| 5  | Centrocampista | Raúl López            | 76' |

| 90+4' | Arturo Ledesma | 1:0 |

| Acierto de penal · Acierto de penal · Acierto de penal · Acierto de penal · Acierto de penal | Edson Torres Edson Rivera Juan Aguayo Denilson Muñoz Jonathan Sánchez | 1:1 2:2 3:3 4:4 5:4 |

| Acierto de penal · Acierto de penal · Acierto de penal · Acierto de penal · Fallo de penal | Juan Santacruz Raúl López Alonso Escoboza Diego García Gerardo Ruiz | 0:1 1:2 2:3 3:4 4:4 |

| 17' · 28' · 46' · 114' | Alejandro Bravo Bryan Flores Alberto Ocejo Jonathan Sánchez |

| 29' · 45+3' · 80' · 88' | Deivoon Magaña Adrián Garza Santiago Ramos Rubén Domínguez |

| Principal  | Yonathan Peinado Aguirre    |
| Asistentes | Jesús Aarón Gómez Ruíz      |
|            | Edwin De Jesús Sosa Montoya |
| Cuarto     | Aldo Ballesteros Barba      |

|  |                    |     |     |
|  | Tiros              | 13  | 5   |
|  | Tiros a puerta     | 5   | 1   |
|  | Faltas             | 9   | 19  |
|  | Saques de esquina  | 13  | 2   |
|  | Fueras de juego    | 1   | 2   |
|  | Posesión del balón | 66% | 34% |

| 30    | Guardameta     | Felipe López        |     |
| 2     | Defensa        | Jonathan Sánchez    |     |
| 4     | Defensa        | Arturo Ledesma      | 95' |
| 5     | Defensa        | Ulises Torres       |     |
| 28    | Defensa        | Alejandro Bravo     | 84' |
| 20    | Centrocampista | Bryan Flores        | 45' |
| 6     | Centrocampista | Alejandro Organista | 72' |
| 26    | Centrocampista | Jahaziel Marchand   |     |
| 8     | Delantero      | Carlos Fierro       | 45' |
| 10    | Delantero      | Edson Torres        |     |
| 13    | Delantero      | Alberto Ocejo       | 84' |
| D. T. | D. T.          | Alfonso Sosa        |     |

| 13    | Guardameta     | Gerardo Ruiz       |     |
| 2     | Defensa        | Luciano Bocco      | 69' |
| 3     | Defensa        | Diego García       |     |
| 6     | Defensa        | Edson García       |     |
| 7     | Defensa        | Deivoon Magaña     | 66' |
| 16    | Centrocampista | Rubén Domínguez    |     |
| 28    | Centrocampista | Sergio Flores      |     |
| 10    | Centrocampista | Omar Soto          | 76' |
| 23    | Centrocampista | Alonso Escoboza    |     |
| 9     | Delantero      | Adrián Garza       | 76' |
| 26    | Delantero      | Eduardo Pérez      | 66' |
| D. T. | D. T.          | Marco Antonio Ruiz |     |

| 11 | Centrocampista | Joel Pérez        | 45' |
| 88 | Centrocampista | Denilson Muñoz    | 45' |
| 7  | Delantero      | Edson Rivera      | 72' |
| 83 | Defensa        | Luis Flores       | 84' |
| 24 | Defensa        | Juan Aguayo       | 84' |
| 15 | Centrocampista | Alejandro Carreón | 95' |

| 20 | Centrocampista | Juan Santacruz        | 66' |
| 11 | Centrocampista | Christopher Engelhart | 66' |
| 30 | Defensa        | Santiago Ramos        | 69' |
| 33 | Defensa        | Rolando González      | 76' |
| 5  | Centrocampista | Raúl López            | 76' |

| 90+4' | Arturo Ledesma | 1:0 |

| Acierto de penal · Acierto de penal · Acierto de penal · Acierto de penal · Acierto de penal | Edson Torres Edson Rivera Juan Aguayo Denilson Muñoz Jonathan Sánchez | 1:1 2:2 3:3 4:4 5:4 |

| Acierto de penal · Acierto de penal · Acierto de penal · Acierto de penal · Fallo de penal | Juan Santacruz Raúl López Alonso Escoboza Diego García Gerardo Ruiz | 0:1 1:2 2:3 3:4 4:4 |

| 17' · 28' · 46' · 114' | Alejandro Bravo Bryan Flores Alberto Ocejo Jonathan Sánchez |

| 29' · 45+3' · 80' · 88' | Deivoon Magaña Adrián Garza Santiago Ramos Rubén Domínguez |

| Principal  | Yonathan Peinado Aguirre    |
| Asistentes | Jesús Aarón Gómez Ruíz      |
|            | Edwin De Jesús Sosa Montoya |
| Cuarto     | Aldo Ballesteros Barba      |

|  |                    |     |     |
|  | Tiros              | 13  | 5   |
|  | Tiros a puerta     | 5   | 1   |
|  | Faltas             | 9   | 19  |
|  | Saques de esquina  | 13  | 2   |
|  | Fueras de juego    | 1   | 2   |
|  | Posesión del balón | 66% | 34% |

| 30    | Guardameta     | Felipe López        |     |
| 2     | Defensa        | Jonathan Sánchez    |     |
| 4     | Defensa        | Arturo Ledesma      | 95' |
| 5     | Defensa        | Ulises Torres       |     |
| 28    | Defensa        | Alejandro Bravo     | 84' |
| 20    | Centrocampista | Bryan Flores        | 45' |
| 6     | Centrocampista | Alejandro Organista | 72' |
| 26    | Centrocampista | Jahaziel Marchand   |     |
| 8     | Delantero      | Carlos Fierro       | 45' |
| 10    | Delantero      | Edson Torres        |     |
| 13    | Delantero      | Alberto Ocejo       | 84' |
| D. T. | D. T.          | Alfonso Sosa        |     |

| 13    | Guardameta     | Gerardo Ruiz       |     |
| 2     | Defensa        | Luciano Bocco      | 69' |
| 3     | Defensa        | Diego García       |     |
| 6     | Defensa        | Edson García       |     |
| 7     | Defensa        | Deivoon Magaña     | 66' |
| 16    | Centrocampista | Rubén Domínguez    |     |
| 28    | Centrocampista | Sergio Flores      |     |
| 10    | Centrocampista | Omar Soto          | 76' |
| 23    | Centrocampista | Alonso Escoboza    |     |
| 9     | Delantero      | Adrián Garza       | 76' |
| 26    | Delantero      | Eduardo Pérez      | 66' |
| D. T. | D. T.          | Marco Antonio Ruiz |     |

| 11 | Centrocampista | Joel Pérez        | 45' |
| 88 | Centrocampista | Denilson Muñoz    | 45' |
| 7  | Delantero      | Edson Rivera      | 72' |
| 83 | Defensa        | Luis Flores       | 84' |
| 24 | Defensa        | Juan Aguayo       | 84' |
| 15 | Centrocampista | Alejandro Carreón | 95' |

| 20 | Centrocampista | Juan Santacruz        | 66' |
| 11 | Centrocampista | Christopher Engelhart | 66' |
| 30 | Defensa        | Santiago Ramos        | 69' |
| 33 | Defensa        | Rolando González      | 76' |
| 5  | Centrocampista | Raúl López            | 76' |

| 90+4' | Arturo Ledesma | 1:0 |

| Acierto de penal · Acierto de penal · Acierto de penal · Acierto de penal · Acierto de penal | Edson Torres Edson Rivera Juan Aguayo Denilson Muñoz Jonathan Sánchez | 1:1 2:2 3:3 4:4 5:4 |

| Acierto de penal · Acierto de penal · Acierto de penal · Acierto de penal · Fallo de penal | Juan Santacruz Raúl López Alonso Escoboza Diego García Gerardo Ruiz | 0:1 1:2 2:3 3:4 4:4 |

| 17' · 28' · 46' · 114' | Alejandro Bravo Bryan Flores Alberto Ocejo Jonathan Sánchez |

| 29' · 45+3' · 80' · 88' | Deivoon Magaña Adrián Garza Santiago Ramos Rubén Domínguez |

| Principal  | Yonathan Peinado Aguirre    |
| Asistentes | Jesús Aarón Gómez Ruíz      |
|            | Edwin De Jesús Sosa Montoya |
| Cuarto     | Aldo Ballesteros Barba      |

|  |                    |     |     |
|  | Tiros              | 13  | 5   |
|  | Tiros a puerta     | 5   | 1   |
|  | Faltas             | 9   | 19  |
|  | Saques de esquina  | 13  | 2   |
|  | Fueras de juego    | 1   | 2   |
|  | Posesión del balón | 66% | 34% |

| Campeón Clausura 2025 |
| --------------------- |
|                       |
| Leones Negros         |
| 1°Título              |

## Estadísticas

### Clasificación juego limpio
- Datos según la página oficial.
- Fecha de actualización: 19 de abril de 2025

| Lugar                                | Club                                 |          |          |          | Puntos   |
| ------------------------------------ | ------------------------------------ | -------- | -------- | -------- | -------- |
| 1                                    | Celaya                               | 23       | 2        | 1        | 32       |
| 2                                    | Dorados                              | 26       | 1        | 3        | 38       |
| 3                                    | Atlético Morelia                     | 31       | 1        | 2        | 40       |
| 4                                    | Correcaminos                         | 34       | 1        | 1        | 40       |
| 5                                    | Leones Negros                        | 29       | 1        | 3        | 41       |
| 6                                    | Cancún                               | 30       | 1        | 3        | 42       |
| 7                                    | Tampico Madero                       | 40       | 2        | 0        | 46       |
| 8                                    | Venados                              | 41       | 0        | 2        | 47       |
| 9                                    | Tepatitlán                           | 38       | 1        | 2        | 47       |
| 10                                   | Oaxaca                               | 42       | 0        | 2        | 48       |
| 11                                   | Tapatío                              | 38       | 3        | 1        | 50       |
| 12                                   | Atlante                              | 37       | 3        | 2        | 52       |
| 13                                   | Zacatecas                            | 34       | 1        | 5        | 52       |
| 14                                   | Tlaxcala                             | 41       | 2        | 3        | 56       |
| 15                                   | Atlético La Paz                      | 50       | 0        | 3        | 59       |
| Primera Tarjeta Amarilla             | Primera Tarjeta Amarilla             | 1 punto  | 1 punto  | 1 punto  | 1 punto  |
| Segunda Tarjeta Amarilla y Expulsión | Segunda Tarjeta Amarilla y Expulsión | 3 puntos | 3 puntos | 3 puntos | 3 puntos |
| Tarjeta Roja Directa                 | Tarjeta Roja Directa                 | 3 puntos | 3 puntos | 3 puntos | 3 puntos |

### Máximos goleadores
Lista con los máximos goleadores del torneo.
- Datos según la página oficial.

Fecha de actualización: 19 de abril de 2025
| Posición | Jugador             | Club             | Goles | Min. | Frec.       |
| -------- | ------------------- | ---------------- | ----- | ---- | ----------- |
| 1.º      | Alberto Ocejo       | Leones Negros    | 13    | 1060 | 81.54 min.  |
| 2.º      | Amaury Escoto       | Tepatitlán       | 9     | 945  | 105 min.    |
| =        | Misael Pedroza      | Tlaxcala         | 9     | 1158 | 128.67 min. |
| 4.º      | Vladimir Moragrega  | Atlante          | 8     | 1109 | 138.63 min. |
| =        | Martín Barragán     | Celaya           | 8     | 1171 | 146.38 min. |
| 6.º      | Carlos Baltazar     | Celaya           | 6     | 1195 | 199.17 min. |
| =        | Joel Martínez       | Correcaminos UAT | 6     | 550  | 91.67 min.  |
| =        | Leonardo Vargas     | Dorados          | 6     | 988  | 164.67 min. |
| 9.º      | Luis Salvador Razo  | Zacatecas        | 5     | 810  | 162 min.    |
| =        | Orlando Ballesteros | Oaxaca           | 5     | 899  | 179.8 min.  |

#### Tripletes o más
| Jugador            | Local         | Resultado | Visita   | Goles       | Fecha        | Jornada |
| ------------------ | ------------- | --------- | -------- | ----------- | ------------ | ------- |
| Alberto Ocejo      | Leones Negros | 4 - 0     | Dorados  | 28' 49' 53' | 19 de enero  | 2       |
| Alberto Ocejo      | Leones Negros | 5 - 1     | Tlaxcala | 9' 25' 38'  | 2 de febrero | 4       |
| Vladimir Moragrega | Atlante       | 4 - 1     | Cancún   | 13' 40' 69' | 29 de marzo  | 12      |

### Asistencia
Lista con la asistencia de los partidos y equipos Liga BBVA Expansión MX.
Datos actualizados a 19 de abril de 2025

#### Por equipo
En los promedios solamente se computan los partidos que contaron con asistencia de público. El porcentaje de ocupación media está calculado con base en la capacidad total del estadio.
| Pos                | Equipo             | Total   | Media | Más alta | Más baja | % de Ocupación |
| ------------------ | ------------------ | ------- | ----- | -------- | -------- | -------------- |
| 1                  | Tampico Madero     | 47,581  | 6,797 | 10,698   | 5,509    | 34.56%         |
| 2                  | Correcaminos       | 47,201  | 6,743 | 10,100   | 2,807    | 64.10%         |
| 3                  | Atlético Morelia   | 45,882  | 6,555 | 9,313    | 4,984    | 18.73%         |
| 4                  | Atlante            | 28,875  | 4,125 | 7,141    | 2,648    | 16.97%         |
| 5                  | Zacatecas          | 25,660  | 3,666 | 11,718   | 1,540    | 18.27%         |
| 6                  | Venados            | 25,467  | 3,638 | 5,958    | 1,949    | 24.11%         |
| 7                  | Leones Negros      | 23,060  | 3,294 | 4,521    | 2,332    | 5.99%          |
| 8                  | Cancún             | 22,950  | 3,279 | 5,239    | 2,115    | 17.40%         |
| 9                  | Tepatitlán         | 21,972  | 3,139 | 3,979    | 1,586    | 38.82%         |
| 10                 | Celaya             | 18,219  | 2,603 | 3,152    | 1,866    | 11.23%         |
| 11                 | Atlético La Paz    | 17,715  | 2,531 | 2,951    | 2,153    | 46.10%         |
| 12                 | Oaxaca             | 15,935  | 2,276 | 3,108    | 1,023    | 15.59%         |
| 13                 | Tlaxcala           | 10,273  | 1,468 | 1,638    | 1,293    | 13.18%         |
| 14                 | Tapatio            | 5,810   | 830   | 2,332    | 490      | 1.74%          |
| 15                 | Dorados            | 1,481   | 212   | 333      | 133      | 0.71%          |
| Totales del Torneo | Totales del Torneo | 358,081 | 3,410 | 11,718   | 133      | 15.44%         |

#### Por jornada
El listado excluye los partidos que fueron disputados a puerta cerrada.
| 1     | 19,559  | 2,794 | 11.68% | Atlético Morelia vs Tampico Madero (6,315) | Dorados vs Zacatecas (233)           |
| 2     | 24,365  | 3,480 | 14.01% | Correcaminos vs Tlaxcala (9,297)           | Oaxaca vs Zacatecas (1,023)          |
| 3     | 26,441  | 3,777 | 19.82% | Atlético Morelia vs Atlante (8,510)        | Tlaxcala vs Tepatitlán (1,638)       |
| 4     | 26,741  | 3,820 | 17.49% | Correcaminos vs Tampico Madero (10,100)    | Dorados vs Celaya (233)              |
| 5     | 22,742  | 3,248 | 13.02% | Atlético Morelia vs Oaxaca (6,374)         | Tapatío vs Dorados (490)             |
| 6     | 18,763  | 2,680 | 17.51% | Cancún vs Venados (5,239)                  | Dorados vs Atlético Morelia (233)    |
| 7     | 19,805  | 2,829 | 10.21% | Tampico Madero vs Atlético La Paz (5,804)  | Tapatío vs Zacatecas (536)           |
| 8     | 19,796  | 2,828 | 15.98% | Atlético Morelia vs Venados (5,205)        | Dorados vs Atlante (333)             |
| 9     | 27,035  | 3,862 | 17.22% | Tampico Madero vs Oaxaca (6,205)           | Tapatío vs Tlaxcala (581)            |
| 10    | 21,742  | 3,106 | 11.72% | Tampico Madero vs Celaya (6,535)           | Dorados vs Tepatitlán (133)          |
| 11    | 18,670  | 2,667 | 9.74%  | Correcaminos UAT vs Venados (6,182)        | Dorados vs Tampico Madero (183)      |
| 12    | 23,489  | 3,355 | 17.55% | Jaiba Brava vs Tepatitlán (5,816)          | Tlaxcala vs Dorados (1,418)          |
| 13    | 32,242  | 4,606 | 20.19% | Zacatecas vs Atlético Morelia (11,718)     | Dorados vs Venados (133)             |
| 14    | 30,324  | 4,332 | 19.27% | Atlético Morelia vs Cancún (9,313)         | Tapatío vs Correcaminos (423)        |
| 15    | 26,407  | 3,772 | 16.25% | Tampico Madero vs Atlante (10,698)         | Tlaxcala vs Atlético Morelia (1,293) |
| Total | 358,081 | 3,410 | 15.44% | Zacatecas vs Atlético Morelia (11,718)     | 2 partidos (133)                     |